# Joseph Bintener
Joseph Bintener (* 1. Oktober 1917 in Hollerich; † 13. Januar 1998 in Luxemburg (Stadt)) war ein luxemburgischer Radsportler.

## Sportliche Laufbahn
1937 begann Joseph Bintener im Verein Club Cycliste Hollerich als Debutante mit dem Radsport. 1939 gewann er den Landesmeistertitel der Junioren und wurde Dritter der Luxemburg-Rundfahrt dieser Kategorie. Danach wechselte er in die Klasse der Unabhängigen (Independants), in der er mehrere Rennen auf der Straße und im Querfeldeinrennen gewinnen konnte. 1945 wurde er Berufsfahrer bei der französischen Mannschaft Rochet. Auf Anhieb wurde er luxemburgischer Meister im Straßenrennen, ein Jahr später dann Vizemeister. An großen Rundfahrten nahm er zweimal teil: 1946 an der Tour de Suisse (13. im Endklassement) und bei der Luxemburg-Rundfahrt 1946 wurde er 30. Bei den UCI-Straßen-Weltmeisterschaften 1946 in Zürich belegte er im Rennen der Profis Platz sieben.

## Berufliches
1947 beendete er seine sportliche Karriere und war danach als Fliesenleger tätig.

## Erfolge
1939
- Luxemburgischer Meister – Straßenrennen (Amateure)

1945
- Luxemburgischer Meister – Straßenrennen